# اروین براون
اروین براون (انگلیسی: Irvin Brown; ۲۰ سپتامبر ۱۹۳۵ – ۲۰ نوامبر ۲۰۰۵) بازیکن فوتبال بود.
از باشگاه‌هایی که در آن بازی کرده‌است می‌توان به باشگاه فوتبال ای‌اف‌سی بورنموث اشاره کرد.